# 山梨県立吉田高等学校
山梨県立吉田高等学校（やまなしけんりつ よしだこうとうがっこう）は、山梨県富士吉田市にある公立の高等学校である。普通科と理数科を設置しており、近辺では「吉田高校」または「吉高」（よしこう）と略される。

## 設置学科
- 普通科
- 理数科

## 概要
校訓は「有百折不撓、臨大節而不可奪之風」（百折するも撓まず、大節に臨んで奪うべからざるの風有り）よりとられた、「百折不撓」、および「純剛」である。富士山に非常に近く、学習・行事のさまざまな点において富士山に関連した点が見られる。
2005年頃から校舎の新築工事が行われ、2006年1月に新校舎の利用が開始された。当時吉田高校の校舎は、同県立高校の中で最も古くに建てられた校舎であり、老朽化が進んでいた。
また、前期・後期の2学期制を導入しており、45分7校時の授業が行われている。

## 学業
- 現在、1学年6クラス編成であり、そのうち5クラスが普通科、1クラスが理数科である。
- 2006年度から、山梨県立高校の入試方法が改正され、全県一学区となり、富士河口湖高校と吉田高校普通科の総合選抜制度が廃止された。また同時に前校長が就任し、以来吉田高校の進学校化が進められた。これにより、かつての普通科の私立文系・私立理系コースが廃止され、普通科の6クラス全てにおいて国公立大学進学を目指した指導が行われるようになった。
- 2006年度入学生以前は、普通科のうち私立文系コースが4クラス、私立理系コース・国立理系コース・国立文系コースが各1クラスだった。なお2004年度入学生より、私立文系コースが1クラス削減されていた。
- なお理数科については、現在も一貫して、東京大学を筆頭とする上位国公立大学を目指した指導が行われている。
- 普通科をあわせた学校全体では、約95%が進学している。その内訳は、約2割が国公立大学、約6割が私立大学、1割が短大・準大学、約1割が専門学校となっている（卒業生実績）[1]。

## 特色
- 富士山学 - 富士山に近い高校であるため、独自に「富士山学」という教科を設置している。身近な存在である富士山を総合的に理解し、考察し、さまざまな活動を展開していく新しい教科である。総合的な学習の時間を利用し、クラス混合のグループ別にわかれて行われる。
- 校歌・応援歌指導 - 吉田高校の伝統として、毎年4月に新入生を対象として激しい校歌・応援歌指導が行われる。かつては旧校舎の屋上で行われたが、新校舎となった現在では屋上が存在しないため、校庭や教室行われる。また6月には、高校野球総体の応援練習、各部活動の総体に向けた指導も行われる。生徒や教員間でも問題視される声が高まっている。
- 富士登山強歩大会 - 一般の学校におけるマラソン大会のようなものであり、全生徒が丸1日かけて、富士山の麓から男子は5合目、女子は4合目までの区間を往復する。距離にして男子は約43km、女子は約37kmである。制限時間は8時間30分ほどである。
- 蒼風祭 - 「そうふうさい」と読む。毎年7月に行われる吉田高校の文化祭であり、各クラスの出し物や、文化部の発表などが行われる。

## 部活動紹介

### 体育局
- バスケットボール部（男子）
- バスケットボール部（女子）
- バレーボール部（男子）
- バレーボール部（女子）
- ハンドボール部（男子）
- ハンドボール部（女子）
- 卓球部（男子）
- 卓球部（女子）
- ソフトテニス部（男子）
- ソフトテニス部（女子）
- サッカー部
- 陸上部
- ラグビー部
- 野球部
- 柔道部
- 剣道部
- ウエイトリフティング部
- スケート部
- ヨット部
- ボート部
- 弓道部
- 山岳部

### 文化局
- 吹奏楽部
- 書道部
- 華道部
- 茶道部
- 箏曲部
- 写真部
- 数理部
- 放送部
- 音楽部
- 美術部
- 社会研究部
- 囲碁将棋部
- 生徒会本部
- ESS

## 部活動成績

### 体育局
- ウェイトリフティング部の活躍が顕著であり、インターハイでの優勝経験もある。指導教員の小宮山哲雄は、自身が過去に日本記録を塗り替えた選手であり、2006年世界ジュニア選手権大会の男子日本代表の監督、北京オリンピック男子重量挙げ日本代表監督も兼任した。
- 他に体育局では、男子バスケットボール部が県内では強豪であると言われている。また、スケートで国体に出場した選手がいる。
- 20年ほど前は野球部が夏の甲子園に3回出場した経験を持つ。
- 花園出場経験のあるラグビー部、バスケ部、ハンド部、剣道部も強豪。

### 野球部
- 郡内地方の中では強豪の部類に含まれるが、最近は同じ郡内の富士学苑高等学校の2006年山梨県秋季高等学校野球選手権大会での優勝、都留高校の2007年選抜高等学校野球選手権出場等で陰が薄くなっている。なお、2006年秋・2007年春の県大会共々帝京第三に惨敗している。
- 現在の野球部監督は野球部OBで、学生時代の1979年に甲子園に出場した経験を持つ。また、1989年に監督としても甲子園出場を果たした。
- 最近の新校舎建設の工事によりプレハブ校舎がグラウンドに建てられたため、野球部はグラウンドのおよそ半分を利用できなくなってしまい、練習をするにあたり大きな影響を受けた。そのため野球部は夏の県大会前までわざわざ鳴沢村へ行って練習を行っていた。
- 20年程前は県内の中でも強豪であった。過去3回甲子園に出場し、最初の2回（1979年〈第61回〉・1983年〈第65回〉）はいずれも初戦敗退であったが、3度目に出場した1989年（第71回）はエース投手井出竜也を率いて、前田智徳（現広島）がいた熊本工業高校他1校を破りベスト16入りしている。公立高校でもあったため、当時はミラクル吉田と呼ばれた[注 1]。1989年以降は県ベスト4に入ることがしばしばあるが、弱体化してしまった。しかし、2006年夏予選ではシードの帝京第三を破り、また秋の大会では駿台甲府を破っている。

甲子園出場時の戦績
- 1979年夏季大会
1回戦 ●吉田高校 1-4 佐賀県代表 佐賀商業高校○
- 1983年夏季大会
1回戦 ●吉田高校 3-4 和歌山県代表 箕島高校○ （延長13回）
- 1989年夏季大会
1回戦 ○吉田高校 3-2 徳島県代表 小松島西高校●
2回戦 ○吉田高校 3-1 熊本県代表 熊本工業高校●
3回戦 ●吉田高校 1-11 岡山県代表 倉敷商業高校○

### 文化系
- アマチュア無線部（数理部物理班）は、1960年代（昭和40年代）前半にコールサインJH1ZFEが、平成には、コールサインJK1YXGが免許されていた時期もある。2010年（平成22年）現在、二つのコールサインともに免許されていない。
- 音楽部は、精力的にさまざまな場所でのコンサートに取り組んでいる。富士急行の富士急行線電車内で「うたごえ列車」、富士急ハイランドでは「うたごえ遊園地」という企画で合唱を披露した（共に2010年）。また、学校情報誌「JS日本の学校」では善きことをした高校生たちという記事で老人ホームの訪問コンサートについて紹介された、山梨県では唯一この高校そしてこの部活が取り上げられた。地方新聞である山梨日日新聞に掲載され、NHK番組内でも放送された。また、同年8月に行われたNHK全国学校音楽コンクール山梨大会では15年ぶりの銀賞、全日本合唱コンクール山梨大会では25年ぶりの金賞そして、同年11月に行われた第31回山梨県高校芸術文化祭では芸術文化祭賞（金賞）を受賞するという快挙を成し遂げた。2011年2月に行われた第12回山梨県ヴォーカルアンサンブルコンテストでは金賞そして約30年ぶりに山梨県の代表として推薦、福島県福島市音楽堂で行われる第4回声楽アンサンブルコンテスト全国大会に進出が決定した(東日本大震災により中止)。 同年3月にはチャリティコンサートと題した定期演奏会を行い、各メディアで報道された。また、このコンサートではUstreamで生中継、YouTube、ニコニコ動画にて動画の配信を行った。

## 理数科
- 1学年につき1クラス40名（1～3期生は30名）の理数科を設置している。
- 理数科課外として、8時間目の授業がある。
- 毎年、ファナックや理化学研究所などを始めとする企業や組織、大学などに訪問する。
- 普通科の富士山学とは別に、理数科独自の理数探求を行い、二年生は2,3人の班を作り昭和大学を中心とした大学の教授に指示を仰いで研究している。

## 沿革
- 1937年（昭和12年） - 岳麓農工学校が開校。
- 1942年（昭和17年） - 岳麓高等女学校が開校。
- 1948年（昭和23年） - 岳麓農工学校が岳麓農工高等学校と改称。また、岳麓高等女学校が岳麓高等学校と改称。
- 1950年（昭和25年） - 岳麓農工高等学校と岳麓高等学校が統合され、総合高校である県立吉田高等学校が誕生。普通科・農業科・木材工芸科・紡織科・被服科の5つの科を擁していた。
- 1951年（昭和26年） - 被服科を廃止し、家庭科を設置する。
- 1952年（昭和27年） - 商業科が加わり6学科となる。
- 1965年（昭和40年） - 農業科・紡織科・商業科・家庭科が廃止される。
- 1966年（昭和41年） - 木材工芸科が廃止され、普通高校としての吉田高校となる。
- 1977年（昭和52年） - 入学者制度改革の流れにより総合選抜制が吉田高校・富士河口湖高校両校で行われることになった。
- 1991年（平成03年） - 理数科の設置。
- 1995年（平成07年） - 多目的施設を含む体育館の完成。
- 2004年（平成16年） - 理数科を含めて9クラスの編成から8クラスの編成に。
- 2005年（平成17年） - 新校舎完成。なお、その後も土地改装工事等は続けられている。
- 2007年（平成19年）
  - 3月1日 - 定時制が閉課。
  - 10月20日 - 同窓会館である「朝日子ホール」竣工。

## 年間行事
- 4月 - 始業式・新任式・入学式、校歌・応援歌指導など
- 5月 - 理数科ゴールデンウイーク学習会、山梨県総合体育大会
- 6月 - 関東大会壮行会、野球応援指導
- 7月 - 蒼風祭
- 8月 - 理数科宿泊学習会、夏期課外
- 9月 - 富士登山強歩大会、前期終業式
- 10月 - 修学旅行、体育祭、創立記念日（10月20日）、山梨県総合芸術文化祭
- 11月 -山梨県総合芸術文化祭
- 3月 - 卒業証書授与式、球技大会、理数科宿泊学習会

## 出身者
- 長田幸雄 - 元プロ野球選手（大洋ホエールズ）
- 田辺徳雄 - 元プロ野球選手（西武、巨人）、元西武監督
- 井出竜也 - 元プロ野球選手（日本ハム、巨人、ソフトバンク）
- 菅田俊 - 俳優
- 李良枝 - 芥川賞作家（中退）
- 志村正彦 - ミュージシャン（フジファブリック）
- 河野ひより - 声優
- 加々美裕也 - バスケットボール選手（東芝ブレイブサンダース）
- 六代目柳家つば女 - 落語家
- 三浦実夏 - アナウンサー（元山梨放送所属)
- 奥脇達也 - ミュージシャン（アカシック）[2]
- 山崎幸二 - 統合幕僚長（第6代）
- 嶋佐和也 - お笑い芸人（ニューヨーク）
- 堀内丸恵 - 集英社会長、前社長[3]
- 白壁里沙子 - ミヤギテレビアナウンサー
- かやゆー - ミュージシャン（ヤングスキニー）
- 流石伸之輔 - 俳優（劇団四季所属）

## 交通
- 富士山麓電気鉄道富士急行線富士山駅、および月江寺駅より徒歩約20分
- 富士急バス「市役所（吉高）」バス停下車徒歩0分